# 難度
難度（なんど）または難易度（なんいど）とは、難しさ（むずかしさ、物事の実現しやすさ）の度合いの事である。

## 難しいと易しい
難度が高く物事が実現しにくいさまを難しい（むずかしい）、逆に難度が低く物事が実現しやすいさまを易しい（やさしい）と言う。難しいは何らかの理由で実現させる事が上手くいかず、実現させるためには知識や技術、運などがないと不可能である状態をさし、転じて病気などの現状打開が上手くいかない状況も難しいというが易しいには後者の用法はない。また難しいあるいは易しいと認定される事柄は抽象的な事柄に限られており、主に問題や方法と言った主体と勝利などといったの行為の二つに分けられる。

### 困難・容易・簡単
困難（こんなん）は難しい事をさすが、難しいとは違い実現に向けて何かすることを前提としない。容易（ようい）は行為が易しいことをさすが、特に規模の大きく複雑な行為について使われることが多く打ち消しで用いられることも多い。簡単（かんたん）は本来あまり手間をかけていない様子を表す語であるが一般に易しいと似たような意味にとられることが多い。

## スポーツにおける難度
スポーツの中でも演技をメインとする採点競技では技術は構成要素の一つとして重視される。それらの競技では技術を採点する際、難度を基準としている。技の難度を元に採点する競技としては以下のような物がある。
- 体操競技
  - トランポリン
  - 新体操
- 飛込競技

### 体操競技における難度
体操競技で難度は技や運動の難しさの程度を言う。現在は男子でA～Iの9段階、女子でA～Jの10段階に分類されている。

### 飛込競技における難度(難易率)
飛込競技では演技や空中姿勢、回転などの回数や組み合わせに応じて個々に他の競技における難度に当たる難易率が設定されており得点は5または7人の審査員の内、中間の得点を出した3人の審判員の採点を合計しこれに難易率を掛けて求める。なお、男子は3.4、女子は3.0以上が高難度の目安となるほか、難易率は飛び込み台の高さによっても違う。また、基本的に難易率に制限を設けない自由選択飛びと呼ばれる方式が一般的であるがたまに難易率の合計数の上限が定められた制限選択飛びという方式も存在する。

## 教育における難易度
教育においては明確な基準こそ存在しないものの、入試の難度(試験の難易度や入学者志願倍率)によって、難度の高い順からおおむね難関校、中堅校、下位校に分類される。

## 仏教における難度
仏教においては自力で長い間修行する事で悟りに至る難行道（聖道門）と念仏などの仏の慈悲に頼って悟りを目指す易行道（浄土門）の難易二道が存在する。これは龍樹が十住毘婆沙論の中で初めて説いたものであり、彼自身は易行道による極楽往生を薦めている。また、曇鸞は浄土三部経に説かれる念仏の修行を易行道とし、それ以外の経典に記されている修行法を難行道としたうえで後者では悟りは開くことができず、前者のみが極楽往生に至るという考えを示した。